# Лас-Альдеуелас
Лас-Альдеуелас (ісп. Las Aldehuelas) — муніципалітет в Іспанії, у складі автономної спільноти Кастилія-і-Леон, у провінції Сорія. Населення — 96 осіб (2010).
Муніципалітет розташований на відстані близько 210 км на північний схід від Мадрида, 26 км на північ від Сорії.
На території муніципалітету розташовані такі населені пункти: (дані про населення за 2010 рік)
- Лас-Альдеуелас: 31 особа
- Лос-Кампос: 28 осіб
- Ледрадо: 7 осіб
- Вальйорія: 24 особи
- Вільясека-Сомера: 6 осіб

## Демографія
Динаміка населення (INE ):